# ホットライン・ブリング
ホットライン・ブリング (Hotline Bling) は、カナダのヒップホップラッパードレイクの曲である。プロデュースにはnineteen85が参加し、Billboard Hot 100チャートでは2位までにランクされている。
『ローリング・ストーン』誌が選ぶ最も偉大な500曲において、373位にランクされている。

## ミュージック・ビデオ
ミュージック・ビデオは、2015年10月19日、アップルミュージックを通じて初めて発表された。ミュージック・ビデオの中での彼がしていた独特のダンスは話題になり、多くのパロディ物が作られた。